# Стерлітамацький міський округ
Стерлітама́цький міський округ (рос. Стерлитамакский городской округ) — адміністративна одиниця Республіки Башкортостан Російської Федерації.
Адміністративний центр та єдиний населений пункт — місто Стерлітамак.

## Населення
Населення району становить 278127 осіб (2019, 273486 у 2010, 264362 у 2002).